# Pristimantis ornatus
Pristimantis ornatus là một loài động vật lưỡng cư trong họ Strabomantidae, thuộc bộ Anura. Loài này được Lehr, Lundberg, Aguilar, & von May mô tả khoa học đầu tiên năm 2006.